# Antonio Petrucci
Antonio Petrucci (* 1. Januar 1907 in Rom; † 1. September 1981 ebenda) war ein italienischer Journalist, Drehbuchautor und Filmregisseur.

## Leben
Petrucci verbrachte einen Großteil seiner Jugend in Sizilien; seine Familie stammt dagegen aus Siena. Er interessierte sich früh für Journalismus und antike Literatur – so übersetzte er einiges von Silius Italicus. Für einige Jahre schrieb er auch Filmkritiken für „Il Tevere“, „Bianco e Nero“ und später „La Rivista del Cinematografo“. Ab 1933 war er auch direkt an Filmproduktionen beteiligt, wobei er als Regieassistent, Drehbuchautor und Filmeditor aktiv war, häufig für Amleto Palermi. 1935 legte er seine Debütarbeit als Regisseur, Cinema, che passione! vor, widmete sich aber danach lange Jahre ausschließlich seiner Aufgabe als Kritiker.
Von 1949 bis 1953 leitete er die Internationalen Filmfestspiele von Venedig; danach drehte er Kurzfilme und zwei abendfüllende Spielfilme. Il matrimonio entstand nach Anton Tschechow, Cortile zielte auf ein jugendliches Publikum und war mit Eduardo De Filippo in der Hauptrolle besetzt. Es folgten Dokumentationen zum Stummfilmkino und zum Beginn des Vatikanischen Konziles 1962; dazwischen schrieb er für Roberto Rossellini.
Bedeutende Beiträge zur Filmgeschichte lieferte Petrucci, dessen Sohn Giovanni Schauspieler wurde, mit L'avventura del colore 1956, Il cinema oggi in Italia 1959 und Introduzione al cinema 1966.

## Filmografie (Auswahl)
- 1934: Cinema, che passione! (Dokumentarfilm)
- 1955: Zwei silberne Leuchter (Il cortile)
- 1963: Papst Johannes und sein Konzil (Il concilio ecumenico Vaticano II) (Dokumentarfilm)